# Pfarrkirche Gutenbrunn am Weinsberg

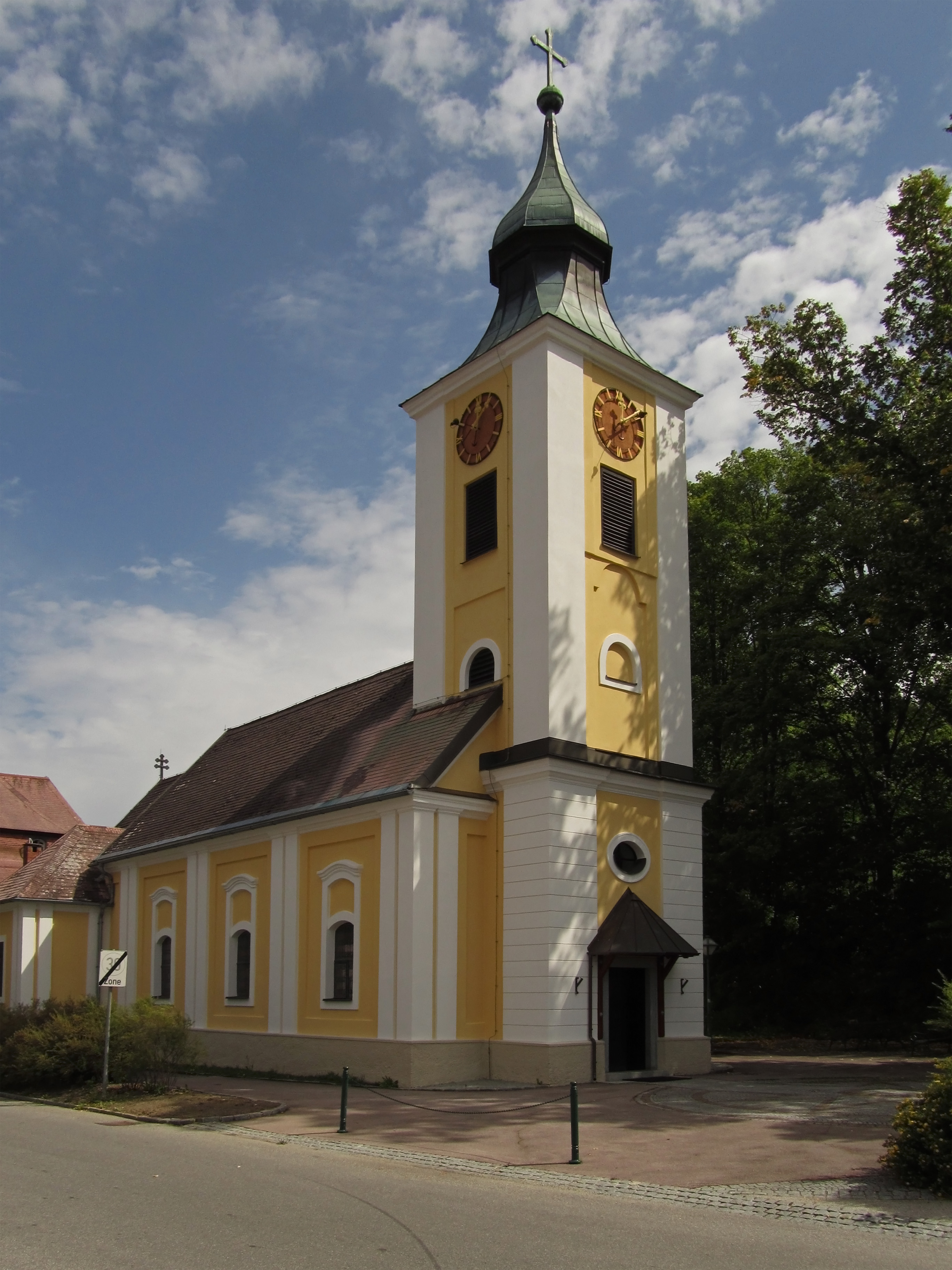
Katholische Pfarrkirche Mariä Heimsuchung in Gutenbrunn

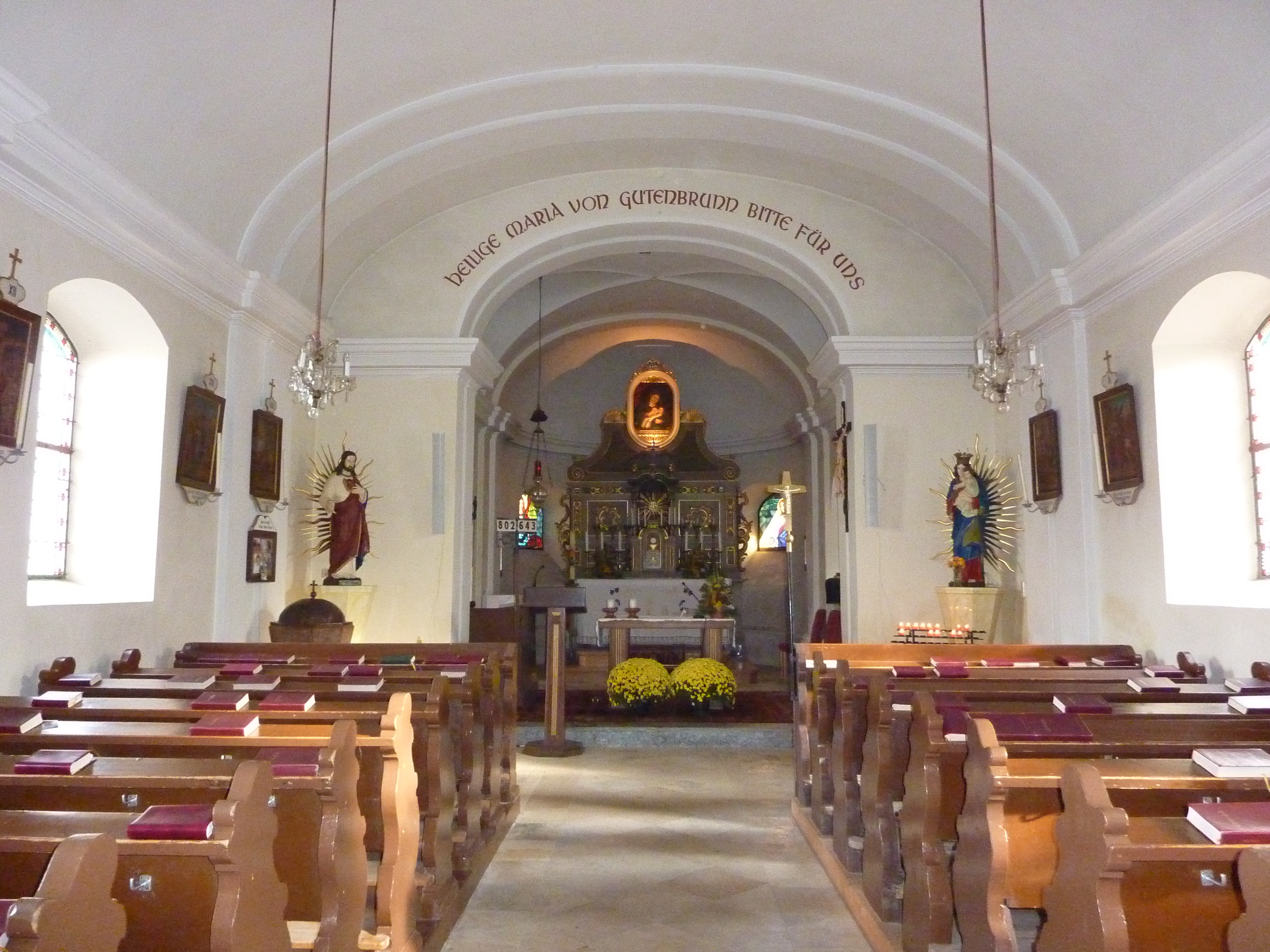
Langhaus, Blick zum Chor

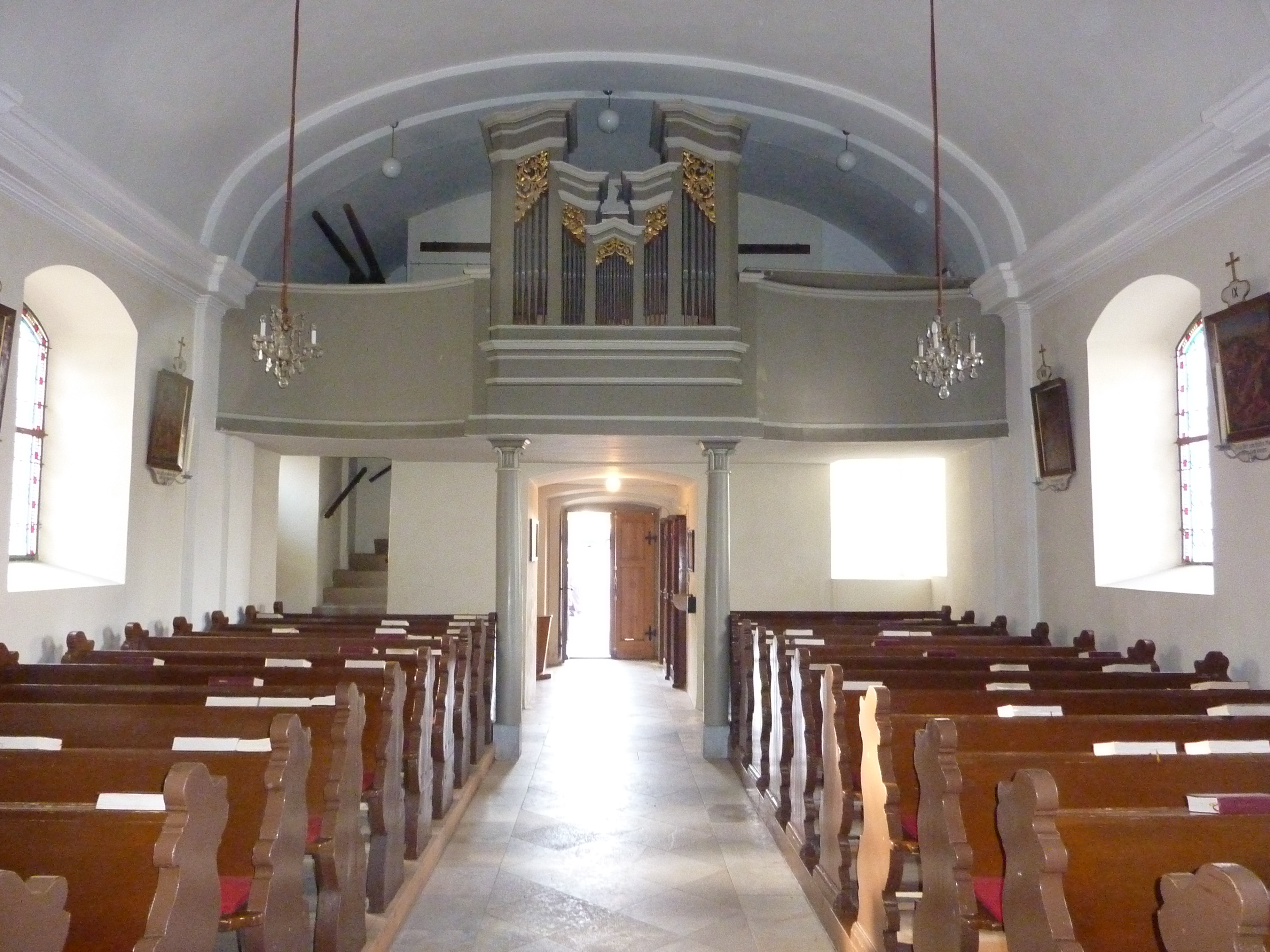
Langhaus, Blick zur Empore

Die römisch-katholische Pfarrkirche Gutenbrunn am Weinsberg steht in der Ortsmitte der Marktgemeinde Gutenbrunn im Bezirk Zwettl in Niederösterreich. Die dem Patrozinium Mariä Heimsuchung unterstellte Pfarrkirche gehört zum Dekanat Zwettl der Diözese St. Pölten. Die Kirche steht unter Denkmalschutz (Listeneintrag).

## Geschichte
Anfangs bestand eine Holzkapelle, welche nach einer angeblichen Marienerscheinung 1726 über einer Heilquelle errichtet wurde. 1770 wurde eine neue Kapelle erbaut. Um 1800 wurde eine Kirche als Schlosskirche erbaut. 1955 erfolgte die Erhebung zur Pfarrkirche.

## Architektur
Die spätbarocke Saalkirche hat einen halbeingestellten Fassadenturm vor einer glatten Giebelfront, der Turm ist dreigeschoßig mit rundbogigen Schallfenstern, er trägt einen geschwungenen barocken Helm. Das Langhaus mit querhausartigen Anbauten hat im Norden und Süden je einen leicht eingezogenen dreiseitig geschlossenen Chor. Die Fassaden zeigen Flachbogenfenster mit geschwungenen Gesimsen und eine Gliederung mit Doppelpilastern.
Das Kircheninnere zeigt ein Langhaus mit einem dreijochigen Flachbogengewölbe mit Doppelguten auf Doppelpilastern. Die Orgelempore hat eine geschwungene Brüstung auf Holzsäulen. Der leicht eingezogene Chor mit einem halbkreisförmigen Schluss hat ein Kreuzgewölbe und eine Apsiskonche.

## Ausstattung
Der historistische Hochaltar zeigt ein Gnadenbild Maria lactans aus der zweiten Hälfte des 18. Jahrhunderts nach dem Vorbild von Giovanni Battista Piazzetta.
Die Orgel baute Ignaz Gatto der Ältere 1831.